# Xipamide
Xipamide (INN) is een geneesmiddel dat behoort tot de sulfonamiden. Het is een vochtafdrijvend middel oftewel een diureticum. Het wordt gebruikt voor de behandeling van vochtophoping (oedeem) of hoge bloeddruk (hypertensie).
Xipamide is afgeleid van salicylzuur en de chemische structuur gelijkt op die van chloortalidon.
Xipamide werd in de jaren 1960 ontwikkeld bij het Duitse bedrijf P. Beiersdorf & Co. Er zijn geen handelspreparaten op basis van xipamide meer verkrijgbaar in België en Nederland. Het is nog wel verkrijgbaar in onder andere Duitsland en het Verenigd Koninkrijk onder merknamen Aquaphor, Aquaphoril, Diurex, Diurexan of als generiek Xipamide.

## Bijwerkingen
Mogelijke bijwerkingen van xipamide zijn:
- lichte duizeligheid;
- effecten op maag-darmstelsel zoals maagpijn, constipatie of diarree;
- verlaagde kalium- en natriumconcentraties in het bloed (hypokaliëmie respectievelijk hyponatriëmie), die aanleiding kunnen geven tot hoofdpijn, spierkramp en zwakheid.

## Gebruik in doping
Vochtafdrijvende middelen, waaronder xipamide, staan op de lijst van verboden middelen. Het zijn geen prestatiebevorderende middelen maar men kan ze gebruiken om andere middelen snel uit het lichaam af te drijven of om snel gewicht te verliezen. Wielrenner Fränk Schleck van team RadioShack-Nissan-Trek stapte uit de Ronde van Frankrijk 2012 nadat in een urinestaal sporen van xipamide werden gevonden.